# Heineken Open 2007 - Qualificazioni singolare
Le qualificazioni del singolare  dell'Heineken Open 2007 sono state un torneo di tennis preliminare per accedere alla fase finale della manifestazione. I vincitori dell'ultimo turno sono entrati di diritto nel tabellone principale. In caso di ritiro di uno o più giocatori aventi diritto a questi sono subentrati i lucky loser, ossia i giocatori che hanno perso nell'ultimo turno ma che avevano una classifica più alta rispetto agli altri partecipanti che avevano comunque perso nel turno finale.
Le qualificazioni del torneo Heineken Open  2007 prevedevano 32 partecipanti di cui 4 sono entrati nel tabellone principale.

## Teste di serie
1. Assente
2. Guillermo García López (ultimo turno)
3. Juan Mónaco (Qualificato)
4. Martín Vassallo Argüello (secondo turno)

1. Simon Greul (ultimo turno)
2. Potito Starace (primo turno)
3. Robert Kendrick (Qualificato)
4. Gilles Müller (primo turno)

## Qualificati
1. Lukáš Rosol
2. Robert Kendrick

1. Juan Mónaco
2. Jun Woong-sun

## Tabellone

### Legenda
| - Q = Qualificato - WC = Wild card - LL = Lucky loser | - ALT = Alternate - SE = Special Exempt - PR = Protected Ranking | - w/o = Walkover - r = Ritirato - d = Squalificato |

### Sezione 1
|  | Primo turno       | Primo turno          | Primo turno   | Primo turno | Primo turno |  |  | Secondo turno | Secondo turno | Secondo turno | Secondo turno | Secondo turno |   |   | Ultimo turno | Ultimo turno | Ultimo turno | Ultimo turno | Ultimo turno |  |
|  |                   |                      |               |             |             |  |  |               |               |               |               |               |   |   |              |              |              |              |              |  |
|  | Simon Stadler     | Simon Stadler        | Simon Stadler | 6           | 6           |  |  |               |               |               |               |               |   |   |              |              |              |              |              |  |
|  | Austen Childs     | Austen Childs        | Austen Childs | 2           | 0           |  |  | Simon Stadler | Simon Stadler | Simon Stadler | 3             | 4             |   |   |              |              |              |              |              |  |
|  | Lukáš Rosol       | Lukáš Rosol          | Lukáš Rosol   | 6           | 6           |  |  | Lukáš Rosol   | Lukáš Rosol   | Lukáš Rosol   | 6             | 6             |   |   |              |              |              |              |              |  |
|  | William Ward      | William Ward         | William Ward  | 1           | 0           |  |  |               |               |               |               |               |   |   |              | Lukáš Rosol  | Lukáš Rosol  | 6            | 7            |  |
|  | Jamie Baker       | Jamie Baker          | 6             | 3           | 7           |  |  |               |               | 5             | Simon Greul   | Simon Greul   | 3 | 5 |              |              |              |              |              |  |
|  | Wesley Whitehouse | Wesley Whitehouse    | 4             | 6           | 5           |  |  |               | Jamie Baker   | Jamie Baker   | 2             | 4             |   |   |              |              |              |              |              |  |
|  | 5                 | Simon Greul          | 3             | 6           | 6           |  |  | 5             | Simon Greul   | Simon Greul   | 6             | 6             |   |   |              |              |              |              |              |  |
|  |                   | Jean-Claude Scherrer | 6             | 4           | 1           |  |  |               |               |               |               |               |   |   |              |              |              |              |              |  |

### Sezione 2
|  | Primo turno         | Primo turno            | Primo turno            | Primo turno | Primo turno |  |  | Secondo turno | Secondo turno          | Secondo turno          | Secondo turno   | Secondo turno   |   |   | Ultimo turno | Ultimo turno           | Ultimo turno           | Ultimo turno | Ultimo turno |  |
|  |                     |                        |                        |             |             |  |  |               |                        |                        |                 |                 |   |   |              |                        |                        |              |              |  |
|  | 2                   | Guillermo García López | Guillermo García López | 6           | 6           |  |  |               |                        |                        |                 |                 |   |   |              |                        |                        |              |              |  |
|  |                     | Kyu-Tae Im             | Kyu-Tae Im             | 4           | 0           |  |  | 2             | Guillermo García López | Guillermo García López | 6               | 7               |   |   |              |                        |                        |              |              |  |
|  | Jose Statham        | Jose Statham           | 4                      | 6           | 6           |  |  |               | Jose Statham           | Jose Statham           | 2               | 63              |   |   |              |                        |                        |              |              |  |
|  | Pablo Andújar       | Pablo Andújar          | 6                      | 3           | 2           |  |  |               |                        |                        |                 |                 |   |   | 2            | Guillermo García López | Guillermo García López | 2            | 4            |  |
|  | Dieter Kindlmann    | Dieter Kindlmann       | Dieter Kindlmann       | 6           | 7           |  |  |               |                        | 7                      | Robert Kendrick | Robert Kendrick | 6 | 6 |              |                        |                        |              |              |  |
|  | Martin Colenbrander | Martin Colenbrander    | Martin Colenbrander    | 2           | 5           |  |  |               | Dieter Kindlmann       | 62                     | 7               | 3               |   |   |              |                        |                        |              |              |  |
|  | 7                   | Robert Kendrick        | 7                      | 4           | 6           |  |  | 7             | Robert Kendrick        | 7                      | 5               | 6               |   |   |              |                        |                        |              |              |  |
|  |                     | Adam Thompson          | 6(1)                   | 6           | 2           |  |  |               |                        |                        |                 |                 |   |   |              |                        |                        |              |              |  |

### Sezione 3
|  | Primo turno       | Primo turno             | Primo turno       | Primo turno       | Primo turno |  |  | Secondo turno           | Secondo turno           | Secondo turno     | Secondo turno   | Secondo turno   |   |   | Ultimo turno | Ultimo turno | Ultimo turno | Ultimo turno | Ultimo turno |  |
|  |                   |                         |                   |                   |             |  |  |                         |                         |                   |                 |                 |   |   |              |              |              |              |              |  |
|  | 3                 | Juan Mónaco             | Juan Mónaco       | 6                 | 6           |  |  |                         |                         |                   |                 |                 |   |   |              |              |              |              |              |  |
|  |                   | Matt Simpson            | Matt Simpson      | 2                 | 3           |  |  | 3                       | Juan Mónaco             | Juan Mónaco       | 6               | 6               |   |   |              |              |              |              |              |  |
|  | Laurent Recouderc | Laurent Recouderc       | Laurent Recouderc | Laurent Recouderc | W-O         |  |  |                         | Laurent Recouderc       | Laurent Recouderc | 4               | 4               |   |   |              |              |              |              |              |  |
|  | Federico Luzzi    | Federico Luzzi          | Federico Luzzi    | Federico Luzzi    |             |  |  |                         |                         |                   |                 |                 |   |   | 3            | Juan Mónaco  | Juan Mónaco  | 6            | 6            |  |
|  | Paul Capdeville   | Paul Capdeville         | Paul Capdeville   | 6                 | 4           |  |  |                         |                         |                   | Paul Capdeville | Paul Capdeville | 3 | 1 |              |              |              |              |              |  |
|  | David Škoch       | David Škoch             | David Škoch       | 3                 | 1r          |  |  | Paul Capdeville         | Paul Capdeville         | 4                 | 6               | 6               |   |   |              |              |              |              |              |  |
|  |                   | Daniel Muñoz de la Nava | 6                 | 63                | 6           |  |  | Daniel Muñoz de la Nava | Daniel Muñoz de la Nava | 6                 | 0               | 2               |   |   |              |              |              |              |              |  |
|  | 8                 | Gilles Müller           | 4                 | 7                 | 3           |  |  |                         |                         |                   |                 |                 |   |   |              |              |              |              |              |  |

### Sezione 4
|  | Primo turno       | Primo turno              | Primo turno              | Primo turno | Primo turno |  |  | Secondo turno     | Secondo turno            | Secondo turno     | Secondo turno | Secondo turno |   |   | Ultimo turno  | Ultimo turno  | Ultimo turno  | Ultimo turno | Ultimo turno |  |
|  |                   |                          |                          |             |             |  |  |                   |                          |                   |               |               |   |   |               |               |               |              |              |  |
|  | 4                 | Martín Vassallo Argüello | Martín Vassallo Argüello | 7           | 6           |  |  |                   |                          |                   |               |               |   |   |               |               |               |              |              |  |
|  |                   | Jacob Adaktusson         | Jacob Adaktusson         | 5           | 1           |  |  | 4                 | Martín Vassallo Argüello | 6                 | 2             | 6(1)          |   |   |               |               |               |              |              |  |
|  | Jun Woong-sun     | Jun Woong-sun            | 4                        | 6           | 7           |  |  |                   | Jun Woong-sun            | 4                 | 6             | 7             |   |   |               |               |               |              |              |  |
|  | Tomáš Cakl        | Tomáš Cakl               | 6                        | 2           | 5           |  |  |                   |                          |                   |               |               |   |   | Jun Woong-sun | Jun Woong-sun | Jun Woong-sun | 6            | 6            |  |
|  | Michał Przysiężny | Michał Przysiężny        | Michał Przysiężny        | 7           | 6           |  |  |                   |                          | Luka Gregorc      | Luka Gregorc  | Luka Gregorc  | 3 | 3 |               |               |               |              |              |  |
|  | Mikal Statham     | Mikal Statham            | Mikal Statham            | 6(1)        | 1           |  |  | Michał Przysiężny | Michał Przysiężny        | Michał Przysiężny | 3             | 4             |   |   |               |               |               |              |              |  |
|  |                   | Luka Gregorc             | Luka Gregorc             | 6           | 4           |  |  | Luka Gregorc      | Luka Gregorc             | Luka Gregorc      | 6             | 6             |   |   |               |               |               |              |              |  |
|  | 6                 | Potito Starace           | Potito Starace           | 1           | 1r          |  |  |                   |                          |                   |               |               |   |   |               |               |               |              |              |  |